# Biryndziszki
Biryndziszki (biał. Бярындзішкі; ros. Бериндишки) − wieś na Białorusi, w obwodzie grodzieńskim, w rejonie oszmiańskim, w sielsowiecie Kamienny Łuh.

## Historia
W czasach zaborów wieś, folwark i osada w gminie Polany, w powiecie oszmiańskim, w guberni wileńskiej Imperium Rosyjskiego. W 1905 roku:
- wieś liczyła 24 mieszkańców, 90 dziesięcin[1].
- folwark liczył 24 mieszkańców, 154 dziesięcin, należał do Łokucijewskiego[1].
- osada liczyła 24 mieszkańców, 90 dziesięcin[1].

W latach 1921–1945 wieś leżała w Polsce, w województwie wileńskim, w powiecie oszmiańskim, w gminie Polany.
W 1931 wieś w 11 domach zamieszkiwały 62 osoby.
Wierni należeli do parafii rzymskokatolickiej w Murwanej Oszmiance. Miejscowość podlegała pod Sąd Grodzki w Oszmianie i Okręgowy w Wilnie; właściwy urząd pocztowy mieścił się w Oszmianie.
Po II wojnie światowej w granicach Związku Sowieckiego. Od 1991 w niepodległej Białorusi.